# 穆瓦朗
穆瓦朗（法語：Moirans，法語發音：[mwaʁɑ̃] ⓘ），法国东南部城市，奥弗涅-罗讷-阿尔卑斯大区伊泽尔省的一个市镇，隶属于格勒诺布尔区，其市镇面积为20.06平方公里，2022年1月1日时人口数量为7,573人，在法国城市中排名第1,413位。
穆瓦朗位于伊泽尔省中部，阿尔卑斯山西侧的山前冲积平原带，莫尔日河流经此地。穆瓦朗是一个区域性的中心城市，里昂－马赛铁路和瓦朗斯－穆瓦朗铁路在此交汇，另有多条干线公路途径此地。

## 地名来源
“Moirans”一名最初于公元四世纪时以拉丁语“Morginnum”（亦写作“Morginum”）的形式被记载，该名称可能来源于流经此地的莫尔日河。

## 历史

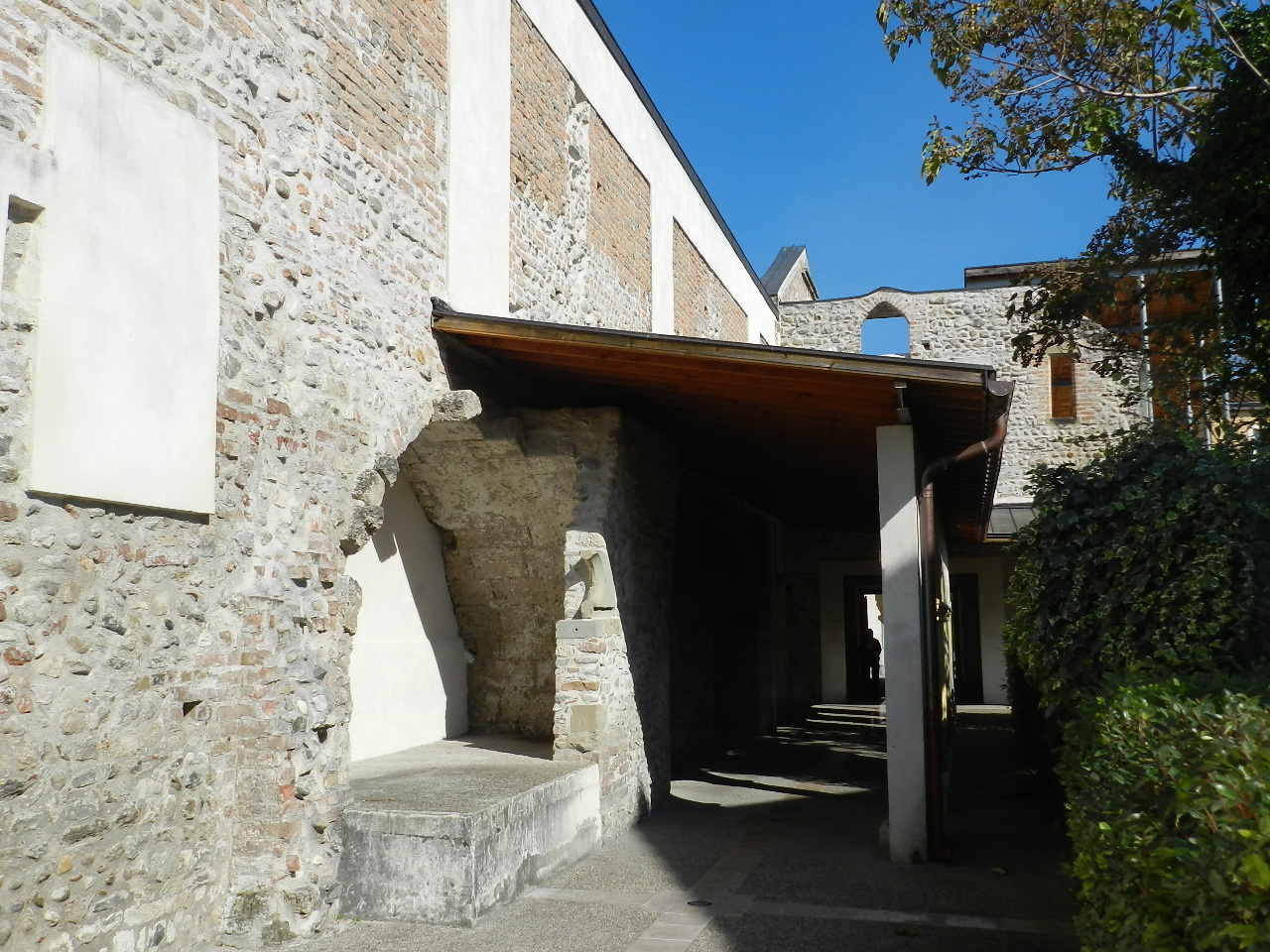
穆瓦朗科德利埃教会

根据当地官方网站的论述，穆瓦朗的城建史始于古典时期，彼时，一条连接意大利和维埃纳的罗马道路由此通过。公元6世纪时，当地建成了一处圣伯多禄教堂。中世纪初，穆瓦朗长期为格勒诺布尔主教的一处领地，当地多次遭遇外敌入侵，其城市建筑屡建屡毁。1220年，科德利埃教会在穆瓦朗创建了一处修道院。1276年，穆瓦朗被划入维埃纳多菲内，后者于1349年根据《罗芒条约》并入法兰西王国，成为多菲内行省的一部分。16世纪的法国宗教战争期间，穆瓦朗遭到严重破坏。1580年，莱迪吉耶尔公爵弗朗索瓦·德·本内成为穆瓦朗的领主，其妻玛丽·维尼翁购买了当地的拉科隆比耶尔庄园（Domaine de La Colombière），她也因此被称为“穆瓦朗夫人”（Dame de Moirans）。17世纪时，穆瓦朗出现了多处文艺复兴风格的建筑。法国大革命后，穆瓦朗成为伊泽尔省的一个市镇，共和派曾一度计划将穆瓦朗设立为该省省会，但最终省政府定址于格勒诺布尔。工业革命期间，途径穆瓦朗的里昂－马赛铁路和瓦朗斯－穆瓦朗铁路相继建成通车，其交汇处的穆瓦朗站成为一个铁路枢纽；与此同时，穆瓦朗境内出现了多处机械化纺织工厂及农产品加工厂。二战后，随着公路及物流业的发展，穆瓦朗城市开始扩张，当地出现了工业园区，其人口数量有所增加。

## 地理

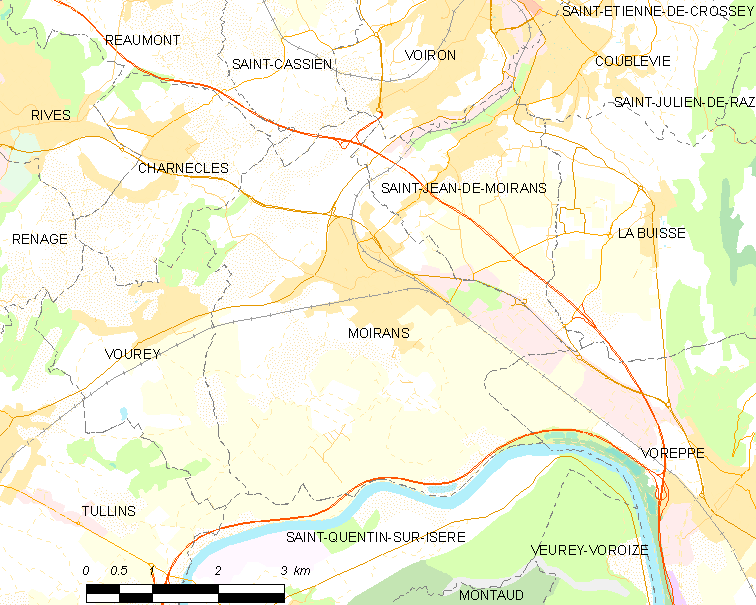
穆瓦朗市镇范围地图

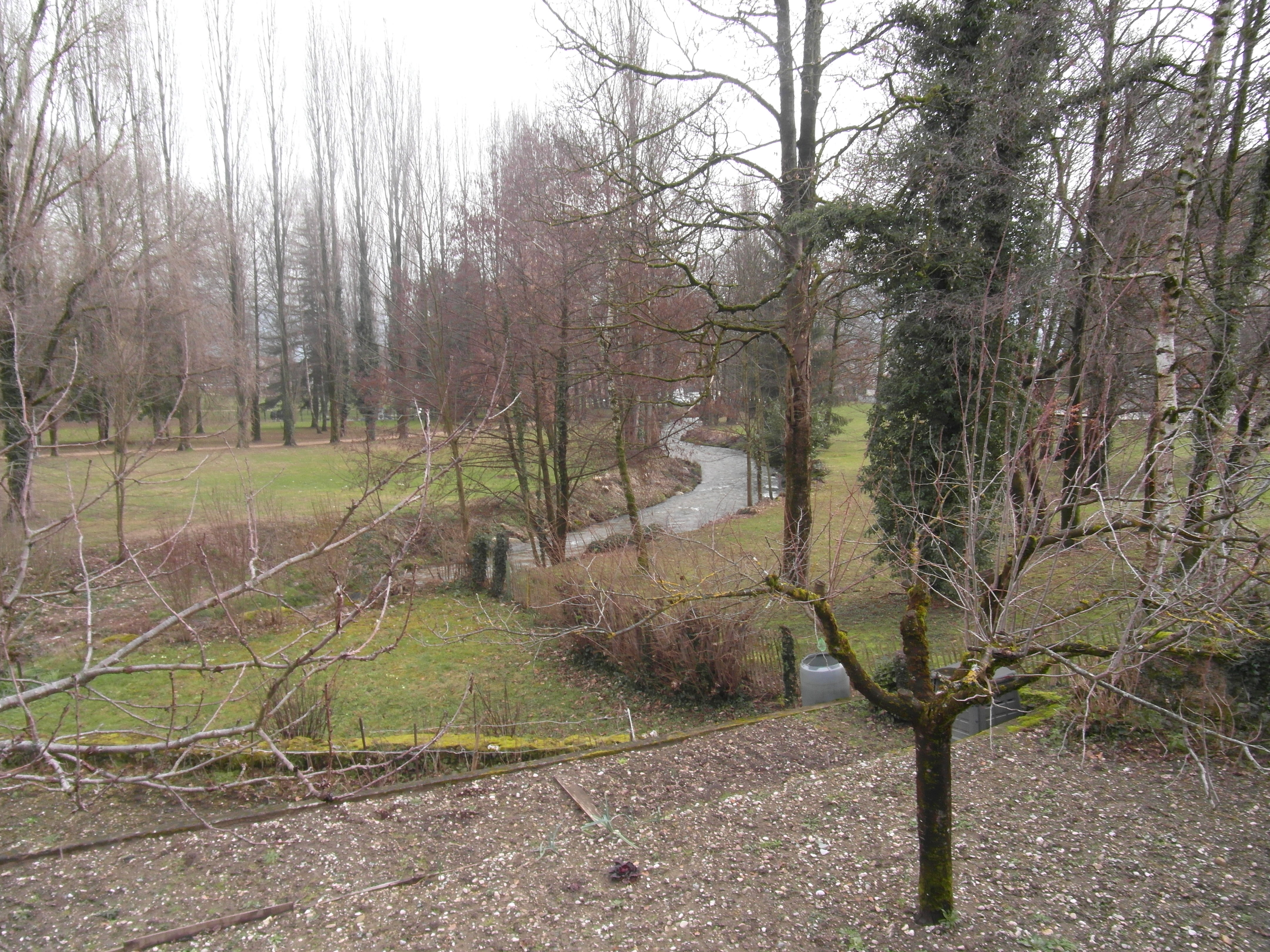
莫尔日河穆瓦朗段

穆瓦朗位于法国东南部，奥弗涅-罗讷-阿尔卑斯大区东部偏南和伊泽尔省中部，距离省会格勒诺布尔大约23公里。与穆瓦朗接壤的市镇包括：圣卡西安、伊泽尔河畔圣康坦、瓦龙、沃雷普、武雷、沙尔内克勒、雷欧蒙、圣让德穆瓦朗。

### 地形
穆瓦朗位于韦科尔山西北部的山前冲积平原带，境内以平原和浅丘为主，市镇中心地势较为平坦，全境海拔在180到341米之间。

### 水文
穆瓦朗位于罗讷河流域范围内，莫尔日河自北向南穿过穆瓦朗市区，该河水量较小，部分河段被人工渠化改造。

### 植被
穆瓦朗属于温带阔叶混交林区，镇中心的马丁公园（Parc Martin）和栅栏公园（Parc de Grill）是当地主要的城市绿地公园。
在鲜花城市的评比中，穆瓦朗被评为2星级鲜花城市。

### 气候
穆瓦朗在柯本气候分类法中属于带有温带海洋性气候特征的地中海气候。
距离穆瓦朗最近的常年气象站为格勒诺布尔-圣茹瓦尔气象站，以下为该气象站的数据：
| 格勒诺布尔-圣茹瓦尔 1981年－2019年 | 格勒诺布尔-圣茹瓦尔 1981年－2019年 | 格勒诺布尔-圣茹瓦尔 1981年－2019年 | 格勒诺布尔-圣茹瓦尔 1981年－2019年 | 格勒诺布尔-圣茹瓦尔 1981年－2019年 | 格勒诺布尔-圣茹瓦尔 1981年－2019年 | 格勒诺布尔-圣茹瓦尔 1981年－2019年 | 格勒诺布尔-圣茹瓦尔 1981年－2019年 | 格勒诺布尔-圣茹瓦尔 1981年－2019年 | 格勒诺布尔-圣茹瓦尔 1981年－2019年 | 格勒诺布尔-圣茹瓦尔 1981年－2019年 | 格勒诺布尔-圣茹瓦尔 1981年－2019年 | 格勒诺布尔-圣茹瓦尔 1981年－2019年 | 格勒诺布尔-圣茹瓦尔 1981年－2019年 |
| 月份                               | 1月                                | 2月                                | 3月                                | 4月                                | 5月                                | 6月                                | 7月                                | 8月                                | 9月                                | 10月                               | 11月                               | 12月                               | 全年                               |
| ---------------------------------- | ---------------------------------- | ---------------------------------- | ---------------------------------- | ---------------------------------- | ---------------------------------- | ---------------------------------- | ---------------------------------- | ---------------------------------- | ---------------------------------- | ---------------------------------- | ---------------------------------- | ---------------------------------- | ---------------------------------- |
| 历史最高温 °C（°F）                | 17.3 (63.1)                        | 20.7 (69.3)                        | 25.3 (77.5)                        | 28 (82)                            | 31.4 (88.5)                        | 37 (99)                            | 38.3 (100.9)                       | 39.5 (103.1)                       | 33.6 (92.5)                        | 28.1 (82.6)                        | 24.8 (76.6)                        | 19.5 (67.1)                        | 39.5 (103.1)                       |
| 平均高温 °C（°F）                  | 5.9 (42.6)                         | 7.8 (46.0)                         | 12 (54)                            | 15.3 (59.5)                        | 19.9 (67.8)                        | 23.8 (74.8)                        | 26.9 (80.4)                        | 26.4 (79.5)                        | 21.8 (71.2)                        | 16.9 (62.4)                        | 10.2 (50.4)                        | 6.4 (43.5)                         | 16.1 (61.0)                        |
| 日均气温 °C（°F）                  | 2.4 (36.3)                         | 3.7 (38.7)                         | 7 (45)                             | 9.8 (49.6)                         | 14.4 (57.9)                        | 17.9 (64.2)                        | 20.5 (68.9)                        | 20.2 (68.4)                        | 16.3 (61.3)                        | 12.3 (54.1)                        | 6.5 (43.7)                         | 3.2 (37.8)                         | 11.2 (52.2)                        |
| 平均低温 °C（°F）                  | −1.2 (29.8)                        | −0.4 (31.3)                        | 2 (36)                             | 4.4 (39.9)                         | 8.9 (48.0)                         | 12 (54)                            | 14.2 (57.6)                        | 14 (57)                            | 10.9 (51.6)                        | 7.8 (46.0)                         | 2.7 (36.9)                         | −0.1 (31.8)                        | 6.3 (43.3)                         |
| 历史最低温 °C（°F）                | −27.1 (−16.8)                      | −19.4 (−2.9)                       | −18.2 (−0.8)                       | −7.9 (17.8)                        | −2.8 (27.0)                        | 2.1 (35.8)                         | 4.8 (40.6)                         | 3.8 (38.8)                         | −1.2 (29.8)                        | −5.3 (22.5)                        | −10.9 (12.4)                       | −20.2 (−4.4)                       | −27.1 (−16.8)                      |
| 平均降水量 mm（）                  | 61.3 (2.41)                        | 51.6 (2.03)                        | 66.3 (2.61)                        | 83 (3.3)                           | 104.1 (4.10)                       | 75.2 (2.96)                        | 59.3 (2.33)                        | 67.2 (2.65)                        | 105.7 (4.16)                       | 105.8 (4.17)                       | 87.7 (3.45)                        | 67.1 (2.64)                        | 934.3 (36.78)                      |
| 月均日照時數                       | 95                                 | 111.7                              | 169.8                              | 183                                | 219.2                              | 255.4                              | 289.8                              | 255.5                              | 193.1                              | 137.5                              | 84.5                               | 71.6                               | 2,066.1                            |
| 来源：infoclimat.fr                |                                    |                                    |                                    |                                    |                                    |                                    |                                    |                                    |                                    |                                    |                                    |                                    |                                    |

## 行政区划
穆瓦朗的市镇编号为38239，邮政编号为38430。
在行政管理方面，穆瓦朗隶属于法国奥弗涅-罗讷-阿尔卑斯大区伊泽尔省格勒诺布尔区；在地方选举方面，穆瓦朗隶属于蒂兰县，其市镇范围全境被划入伊泽尔省第九选区；在社会管理方面，穆瓦朗是瓦龙地区城市圈公共社区的组成部分。
法国国家统计与经济研究所（简称）在进行数据统计时，将穆瓦朗及相邻的另外14个市镇设为瓦龙城市核心区，并将包括核心区在内的周边共38个市镇划为格勒诺布尔城市区。自2020年起，格勒诺布尔城市区被包含204个市镇的格勒诺布尔城市辐射区代替。此外，还将穆瓦朗市镇分为了3个“块区”（IRIS），以便于统计人口分布情况。

## 交通

### 公路
A48高速公路经过穆瓦朗东北部，另有多条伊泽尔省省道在穆瓦朗境内交汇。奥弗涅-罗讷-阿尔卑斯大区下属的城际客运提供巴士线路，可前往周边部分市镇。
| 10 | 4.7 |

| 格勒诺布尔 | 26 |

| 布尔关雅略 | 46 |

| 瓦龙 | 6 |

2018年，79.9%的穆瓦朗家庭拥有至少一辆私人汽车。2019年，穆瓦朗境内共发生各类交通事故5起，造成8人受伤。

### 铁路

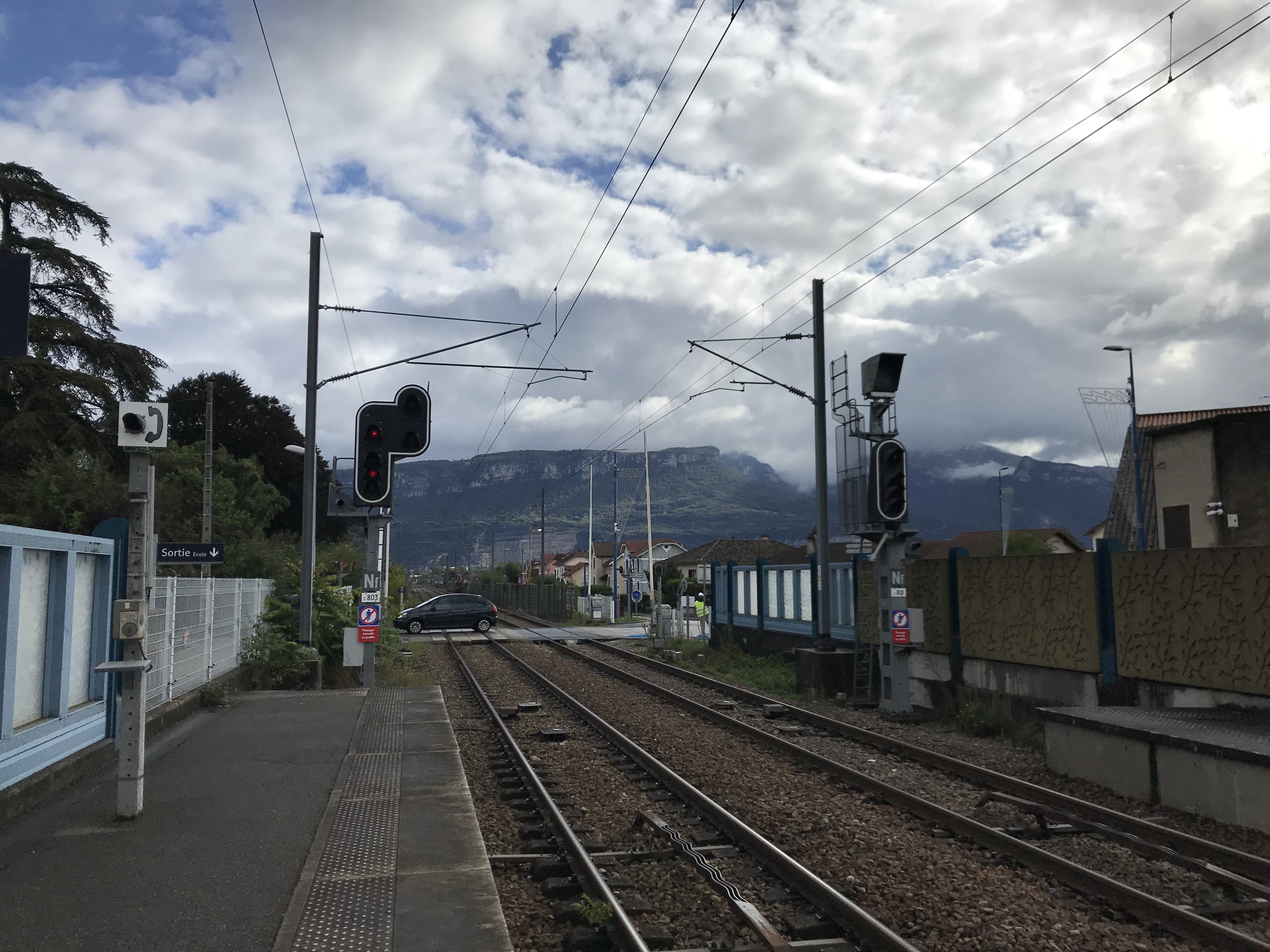
加利费特火车站尽头的平交道口

穆瓦朗位于里昂－马赛铁路和瓦朗斯－穆瓦朗铁路的交汇处。穆瓦朗境内共有两个铁路车站：穆瓦朗站位于市区东南部，停靠往返于瓦朗斯和阿讷西一线的区域列车，部分车次可直达日内瓦；穆瓦朗加利费特站是一个无人看守的铁路乘降所，停靠往返于格勒诺布尔和圣马塞兰之间的通勤列车。

### 航空
距离穆瓦朗最近的民用航空站为里昂圣埃克絮佩里机场，距离穆瓦朗市中心的公路里程约76公里。

### 城市公共交通
瓦龙地区城市公共交通（商业名称为）是穆瓦朗所在城市圈公共社区的公共交通系统。截至2022年8月，该系统共包括十余条公交线路，其中公交A线和N线经过了穆瓦朗市区。

## 政治

### 市政内阁

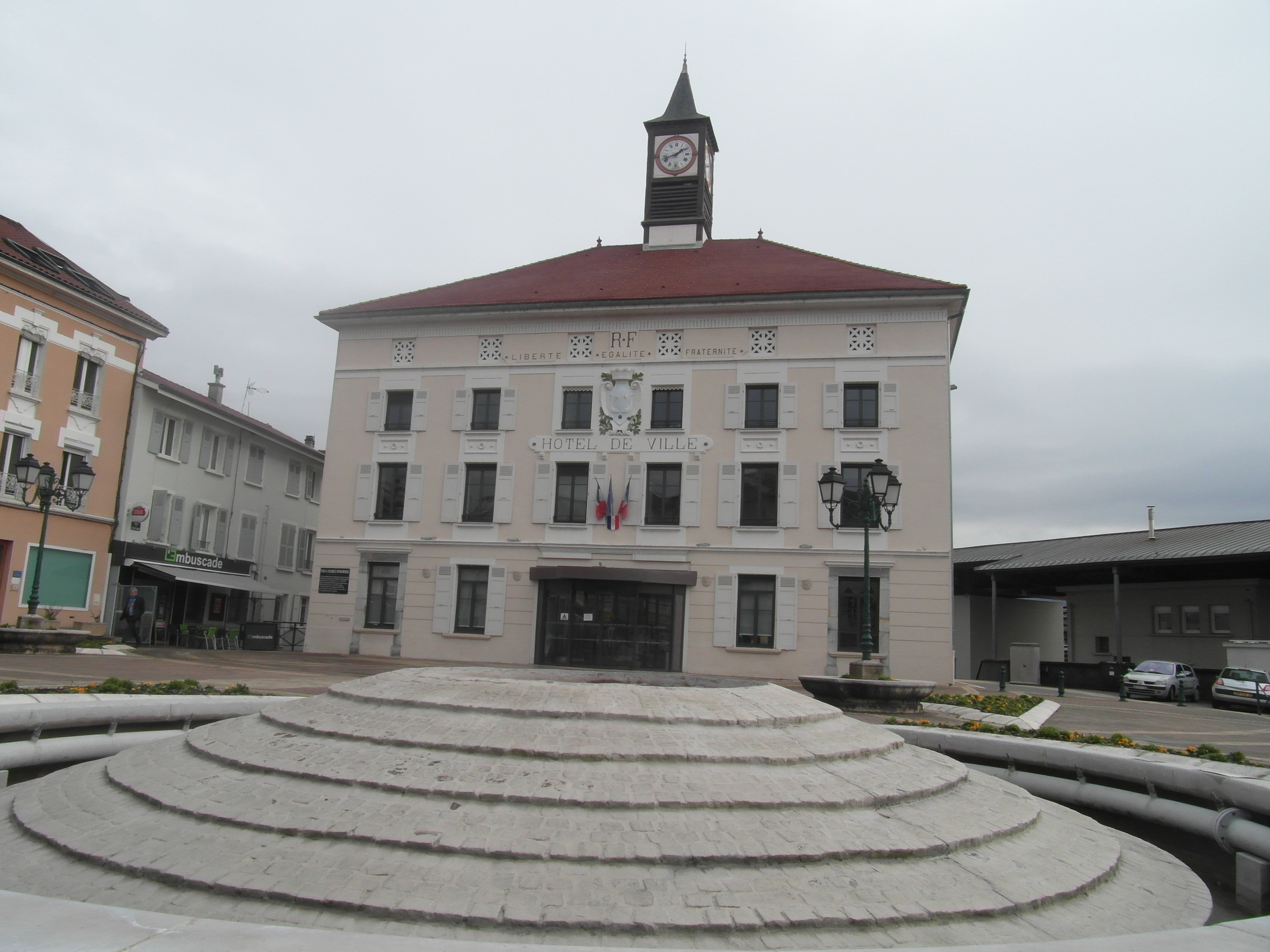
穆瓦朗市政厅

穆瓦朗的现任市长为瓦莱丽·祖利安女士（Valérie ZULIAN），她是一名左翼无党派人士，在2020年的市政选举中获得了34.07%的支持率。
| 穆瓦朗历届市长 | 穆瓦朗历届市长                        | 穆瓦朗历届市长                  |
| 任期           | 市长                                  | 党派                            |
| -------------- | ------------------------------------- | ------------------------------- |
| 1945年－1947年 | Célestin BERTRAND 塞莱斯坦·贝特朗     | SFIO工人国际法国支部            |
| 1947年－1959年 | Georges MARTIN 乔治·马丁              | 不详                            |
| 1959年－1977年 | Louis BARRAN 路易·巴朗                | MRP人民共和运动 →CD法国民主中心 |
| 1977年－1983年 | Max MONNET 马克斯·莫内                | PCF法国共产党                   |
| 1983年－1989年 | Jean-Claude MONNERET 让-克洛德·莫内雷 | RPR保衛共和聯盟                 |
| 1989年－1995年 | Max MONNET 马克斯·莫内                | PCF法国共产党                   |
| 1995年－2020年 | Gérard SIMONET 热拉尔·西莫内          | UMP人民运动联盟 →LR共和黨       |
| 2020年－       | Valérie ZULIAN 瓦莱丽·祖利安          | DVG左翼无党派人士               |

### 各级选举
| 穆瓦朗历届投票选举结果 | 穆瓦朗历届投票选举结果 | 穆瓦朗历届投票选举结果 | 穆瓦朗历届投票选举结果 | 穆瓦朗历届投票选举结果      | 穆瓦朗历届投票选举结果 | 穆瓦朗历届投票选举结果 | 穆瓦朗历届投票选举结果      | 穆瓦朗历届投票选举结果 | 穆瓦朗历届投票选举结果 |
| 选举项目               | 选举范围               | 选区单位               | 选区单位内的选举结果   | 选区单位内的选举结果        | 选区单位内的选举结果   | 选区单位内的选举结果   | 选区单位内的选举结果        | 选区单位内的选举结果   | 参考资料               |
| 选举项目               | 选举范围               | 选区单位               | 第一轮胜出者           | 第一轮胜出者                | 支持率                 | 第二轮胜出者           | 第二轮胜出者                | 支持率                 | 参考资料               |
| ---------------------- | ---------------------- | ---------------------- | ---------------------- | --------------------------- | ---------------------- | ---------------------- | --------------------------- | ---------------------- | ---------------------- |
| 2017年法國總統選舉     | 法國                   | 市镇                   |                        | 埃马纽埃尔·马克龙           | 24.36%                 |                        | 埃马纽埃尔·马克龙           | 67.09%                 | [ 23 ]                 |
| 2017年法国立法选举     | 伊泽尔省第九选区       | 市镇                   |                        | 艾洛蒂·雅基耶-拉福尔日      | 38.29%                 |                        | 艾洛蒂·雅基耶-拉福尔日      | 62.4%                  | [ 23 ]                 |
| 2019年欧洲议会选举     | 法國                   | 市镇                   |                        | 娜塔莉·卢瓦索               | 21.61%                 | （不适用）             | （不适用）                  | （不适用）             | [ 25 ]                 |
| 2021年法国省级选举     | 伊泽尔省               | 县                     |                        | 阿梅莉·吉雷尔 安德烈·瓦利尼 | 56.41%                 |                        | 阿梅莉·吉雷尔 安德烈·瓦利尼 | 63.23%                 | [ 26 ]                 |
| 2021年法国省级选举     | 伊泽尔省               | 市镇                   |                        | 阿梅莉·吉雷尔 安德烈·瓦利尼 | 56.79%                 |                        | 阿梅莉·吉雷尔 安德烈·瓦利尼 | 63.62%                 | [ 26 ]                 |
| 2021年法国大区选举     |                        | 市镇                   |                        | 洛朗·沃基耶                 | 33.01%                 |                        | 洛朗·沃基耶                 | 44.58%                 | [ 27 ]                 |
| 2022年法国总统选举     | 法國                   | 市镇                   |                        | 让-吕克·梅朗雄              | 27.15%                 |                        | 埃马纽埃尔·马克龙           | 59.52%                 | [ 23 ]                 |
| 2022年法国立法选举     | 伊泽尔省第九选区       | 市镇                   |                        | 桑德里娜·诺贝               | 36.47%                 |                        | 桑德里娜·诺贝               | 50.67%                 | [ 23 ]                 |

## 人口
2019年，穆瓦朗市镇人口数量为7,499，在法国排名第1,413位。其中男性3,643人，女性3,856人，75岁及以上人口占8.1%，外籍人口数量为396人，人口密度为374人/平方公里，当地居民被称为（男性）或（女性）。2020年，穆瓦朗境内出生73人，死亡人口87人。
| 穆瓦朗1901年－2019年人口变化情况 |
|                                  |
| 数据来源：Cassini、INSEE         |

## 经济
穆瓦朗是一个区域性的中心城市，也是格勒诺布尔的一个远郊卫星城。截止2022年8月，穆瓦朗市镇范围内共有各类用人单位（包含自雇）1,391家，平均历史为15年，其中98.67%为中小型企业（PME），2022年6月至8月间，当地的经济活力指数为0.43%。（农副产品）、（工程研究）及（工程研究）是当地2021年营业额最高的三个企业，分别为11,359,619欧元、7,849,684欧元和5,250,983欧元。

## 财政与居民收入
2020年，穆瓦朗的财政收入总额为10,710,300欧元，财政支出总额为8,734,540欧元，当年的债务总额为3,188,090欧元。2021年，穆瓦朗市镇共获得340,762欧元的国家财政补助，比上一年增加了39.76%。
2019年，穆瓦朗的人均月收入总额为2,521欧元，其中高级职员为3,966欧元，低于法国平均水平（4,230欧元）；中级职员为2,549欧元，高于法国平均水平（2,411欧元）；普通职员为1,796欧元，高于法国平均水平（1,740欧元）。
2018年，穆瓦朗境内的青壮年（15至64岁）失业率为9.6%，当地54.1%的家庭拥有纳税资格，平均纳税2,805欧元，低于法国平均水平（3,910欧元）。

## 社会事务

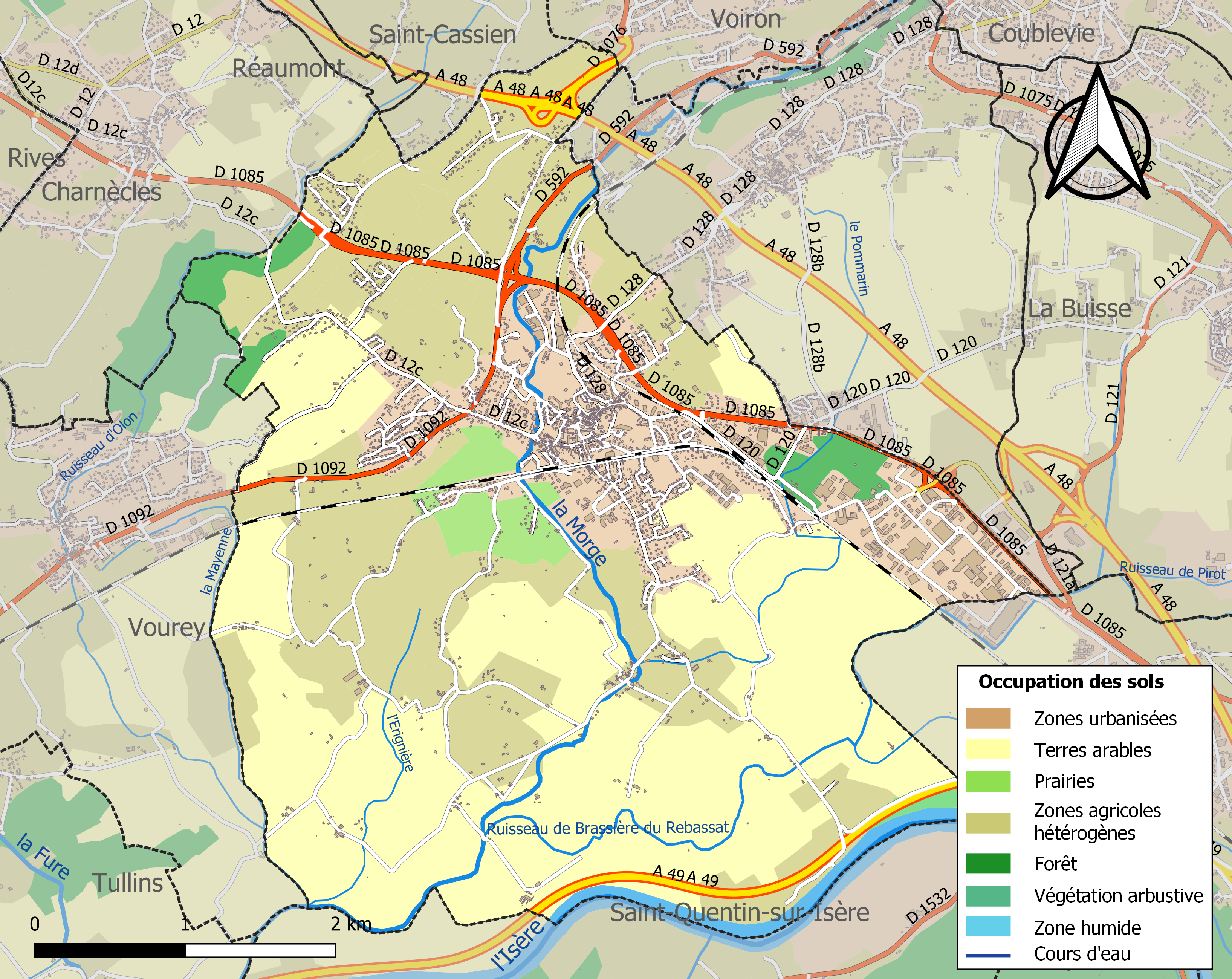
穆瓦朗土地利用情况地图

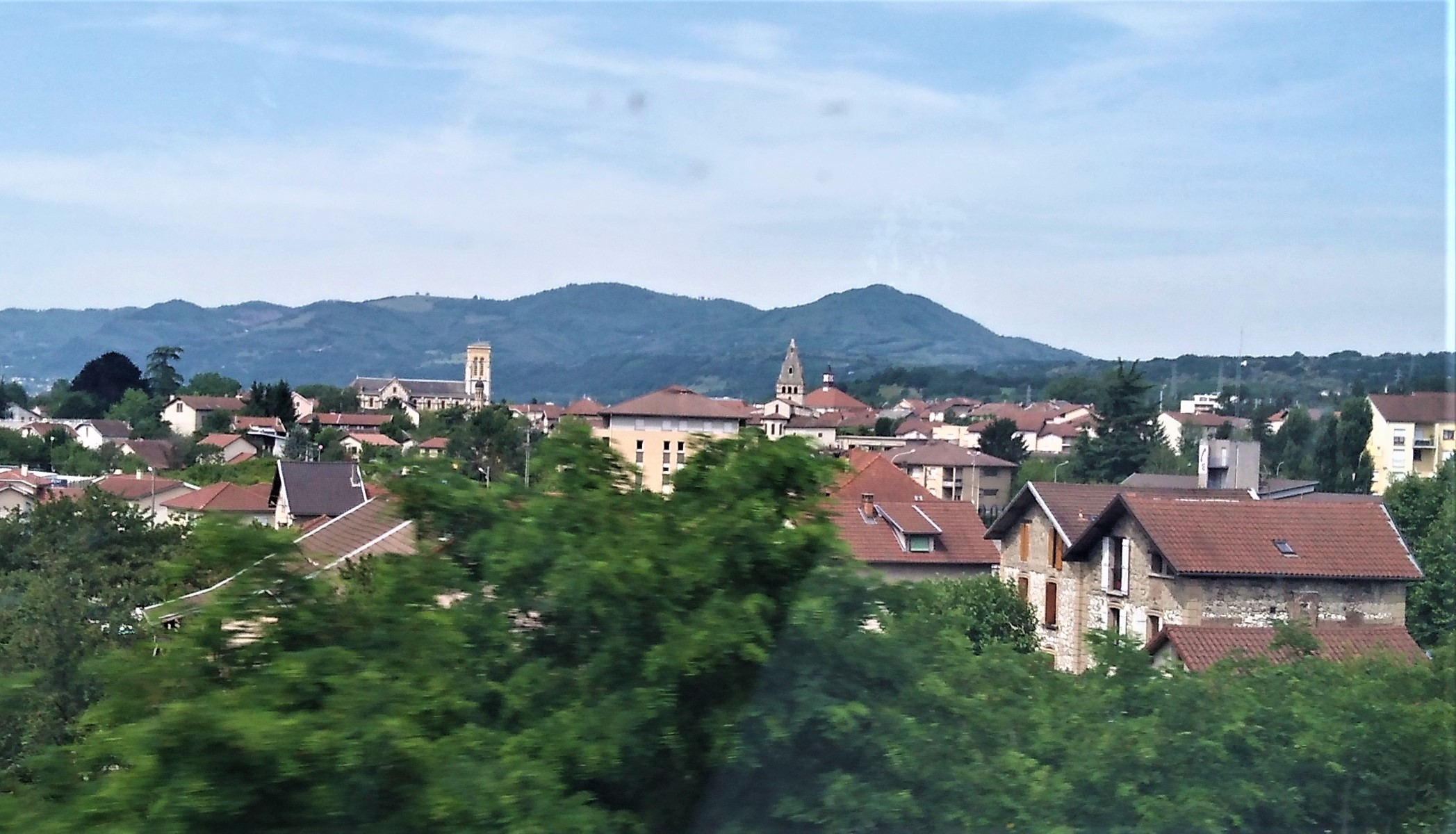
远眺穆瓦朗市区

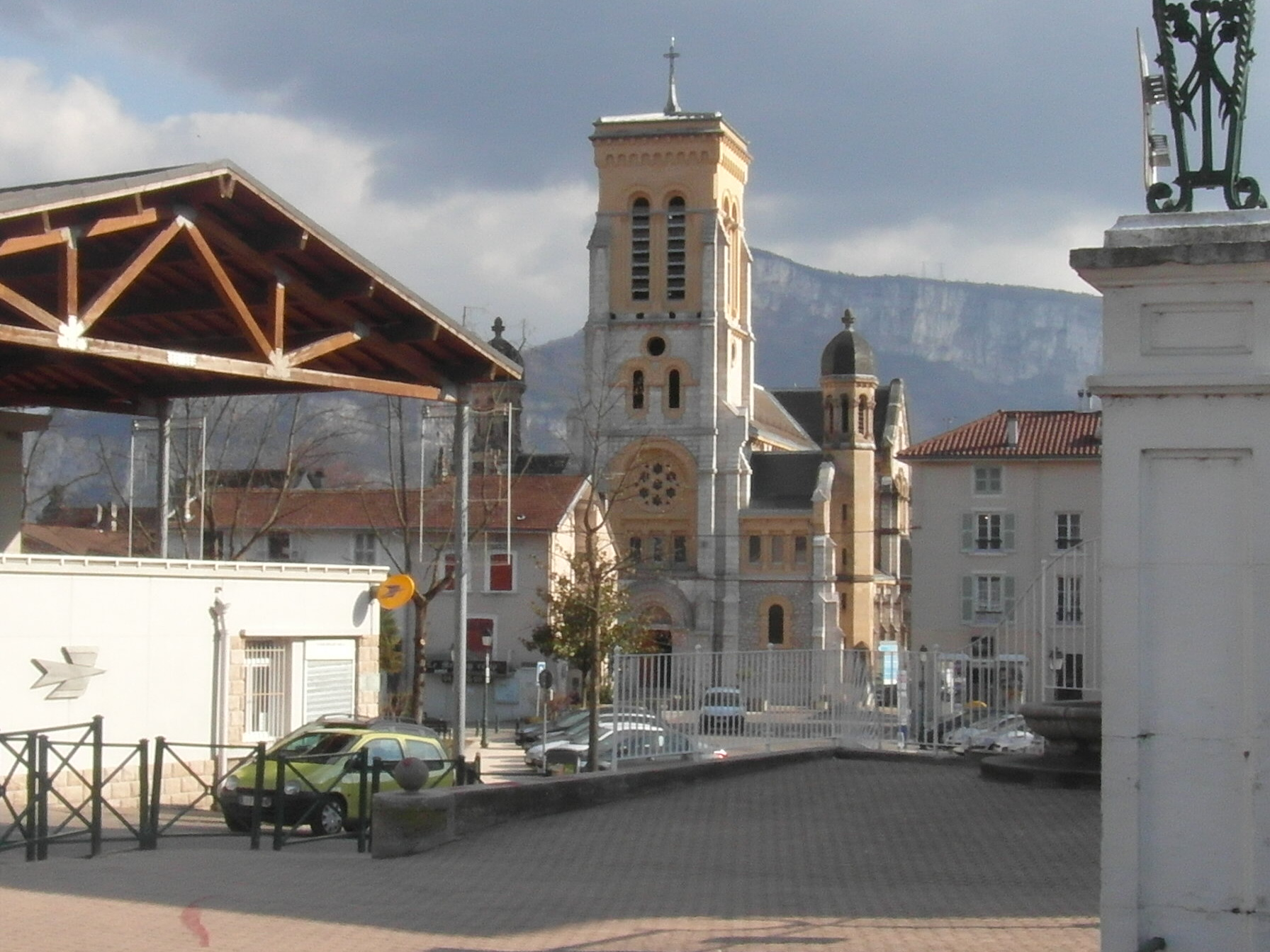
省民议会广场和后方的圣伯多禄教堂

### 教育
穆瓦朗属于格勒诺布尔学区。截止2020年1月1日，穆瓦朗境内共有1所幼儿园、3所小学、1所初级中学、1所普通高中和1所农业高中。 2018至2019学年度，穆瓦朗境内共有在校中等教育阶段学生1,455名。

### 医疗
截止2020年1月1日，穆瓦朗境内共有全科医生8名、保健师11名、牙医10名、护士7名、助产士1名和儿科医生1名。境内共有药房3家、养老院2家、残疾人帮扶中心1家。
距离穆瓦朗最近的区域性医疗机构为格勒诺布尔阿尔卑斯大学中心医院下属的瓦龙病区，后者位于瓦龙市区西北部，距离穆瓦朗市区的正常车程在15分钟以内，该院设有床位213个，是当地规模最大的公立综合性医院。

### 住房
2018年，穆瓦朗境内共有各类住房3,599套，其中56.8%为独立式居民区，41.6%为集中式居民区。常住房屋占穆瓦朗市镇范围内居民建筑总量的89.5%。
在住房保障政策方面，2020年，穆瓦朗境内共有587户家庭获得了住房经济补助，受益人数占总人口数量的7.6%，其中553份为房租补助。

### 商业
2019年，穆瓦朗境内共有各类实体商铺239家，其中餐厅37家、大型超市1家、杂货店2家、面包房7家、肉铺4家、书店2家、装饰品店4家、银行门店4家、美容美发店16家、汽车维修店19家。镇中心建有家乐福便民超市，市区东部则建有Intermarché大型购物商场。

### 体育
2020年，穆瓦朗境内共有1家游泳池、3间体育馆、2座综合体育场、8处网球场、2处足球或橄榄球场以及3处篮球或排球场。
截至2022年8月，穆瓦朗境内共有两家注册足球俱乐部。穆瓦朗足球俱乐部（Football Club de Moirans，编号581674）是当地的代表性足球队，成立于1959年，其主队2022至2023赛季参加伊泽尔省足球联赛丙组（法国第十一级别），其主场为市政球场（Stade Municipal）。

### 环境
穆瓦朗的环境事务由其所属的瓦龙地区城市圈公共社区联合各级政府协调负责。2019年，穆瓦朗境内共有2家污染企业。

### 治安
2019年，穆瓦朗市镇范围内共有1处宪兵队。
穆瓦朗及其附近的共89个市镇是圣马塞兰国家宪兵队（zone gendarmerie de Saint-Marcellin）的管辖范围。2020年，该宪兵队累计记录各类案件3,786起，其中盗窃类案件1,946起，经济类案件545起，毒品交易类案件149起。

## 文化

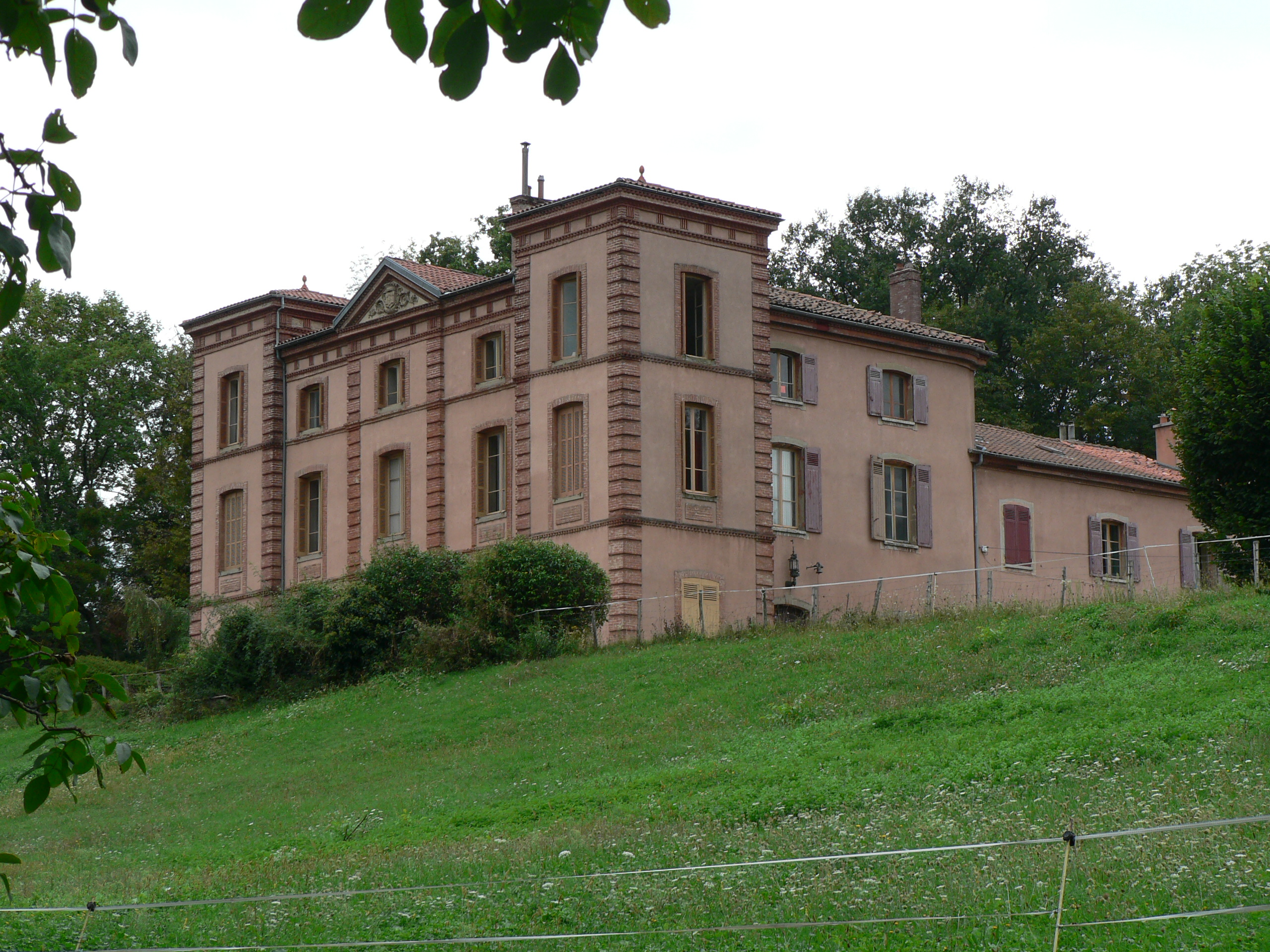
拉莫特城堡

2020年，穆瓦朗境内暂无任何文化设施。穆瓦朗市政府提供多媒体中心，每周二至六向公众开放。

### 建筑
穆瓦朗境内有多处历史建筑，其中法国国家文物保护单位包括圣伯多禄教堂、拉莫特城堡等，镇中心的圣伯多禄-圣保罗教堂（Église Saint-Pierre et Saint-Paul de Moirans）则是当地的地标性建筑物。

### 旅游
穆瓦朗的旅游事务由其所属的瓦龙地区城市圈公共社区负责。2021年，穆瓦朗境内共有3家酒店共计167间房间。

### 媒体
法国主要的媒体均可在穆瓦朗接收，法国电视三台下属的奥弗涅-罗讷-阿尔卑斯大区频道在部分时段播出穆瓦朗所属区域的地方新闻。蓝色法兰西伊泽尔广播、Scoop广播、格勒诺布尔电视台、《多菲内自由报》等是当地主要的地方性媒体。

## 相关人物
法国工程师路易·穆瓦鲁出生于穆瓦朗。

## 友好城市
截至2022年8月，穆瓦朗暂未建立任何友好城市关系。